# 桃花仑街道
桃花仑街道，是中华人民共和国湖南省益阳市赫山区下辖的一个乡镇级行政单位。

## 行政区划
桃花仑街道下辖以下地区：
环保路社区、桃花仑社区、铁铺岭社区、龙洲路社区、康复路社区、大渡口社区和茶亭街社区。